# Вуле Јевтић
Вукашин Вуле Јевтић (Росица, 7. јануар 1913 — Рибарска Бања, 10. август 1981) био је српски певач и композитор народне музике.

## Биографија
Рођен је 7. јануара 1913. у селу Росица, код Крушевца.
Професионалну каријеру је почео током тридесетих година на Радио Београду, као музички тандем са Властимиром Павловићем Царевцем. Током целог Другог светског рата био je заточен у логорима на Бањици и Дахау.
После ослобођења Југославије, 1945. вратио се поновo на Радио Београд, где је остао десет година. Након тога посветио се певању у кафани. Наступао је у познатим кафанама у Београду — „Шуматовцу“ и „Мадери“.
Бавио се и компоновањем песама, од којих је најпознатија Још литар један. Био је први добитник Естрадне награде Југославије.
Умро је 10. августа 1981. у Рибарској Бањи, код Крушевца. Њему у част се у Рибарској Бањи одржавају „Вулетови дани”.